# Coupe de France 2005/06
Het seizoen 2005/06 was het 89e seizoen van de Coupe de France in het voetbal. Het toernooi werd georganiseerd door de Franse voetbalbond.
Dit seizoen namen er 6394 clubs deel. De competitie ging in de zomer van 2005 van start en eindigde op 29 april 2006 met de finale in het Stade de France in Saint-Denis. De finale werd gespeeld tussen Paris Saint-Germain (voor de negende keer finalist) en recordfinalist Olympique Marseille (voor de zeventiende keer finalist). Paris Saint-Germain veroverde voor de zevende keer de beker door Olympique Marseille met 2-1 te verslaan.
Als bekerwinnaar nam Paris Saint-Germain in het seizoen 2006/07 deel in de UEFA Cup.

## Uitslagen

### 1/32 finale
De 20 clubs van de Ligue 1 kwamen in deze ronde voor het eerst in actie. De wedstrijden werden op 6, 7 en 8 januari gespeeld.
 * = thuis; ** acht wedstrijden werden op neutraal terrein gespeeld.
| Winnaar               | Uitslag      | Verliezer                  |
| --------------------- | ------------ | -------------------------- |
| Paris Saint-Germain   | 4-0          | US Vermelles **            |
| Olympique Marseille * | 4-0          | Le Havre AC                |
| FC Nantes *           | 2-1          | Valenciennes FC            |
| Stade Rennes          | 3-2          | USC Corte **               |
| Lille OSC             | 1-0 nv       | AS Saint-Étienne *         |
| Olympique Lyon *      | 4-0          | Grenoble Foot 38           |
| Calais RUFC *         | 3-2 nv       | Troyes AC                  |
| Montpellier HSC *     | 2-1          | Hyères FC                  |
| AS Lyon-Duchère *     | 2-1          | Toulouse FC                |
| FC Sochaux            | 2-1 nv       | CMS Oissel **              |
| Dijon FCO *           | 2-1          | US Forbach                 |
| SR Colmar             | 2-1          | FC Saint-Louis Neuweg *    |
| AS Vitré              | 1-0          | Fontenay Vendée Football * |
| SC Bastia *           | 3-3 ns (3-1) | CS Louhans-Cuiseaux        |
| Stade Brest           | 3-0          | OGC Nice                   |
| Girondins Bordeaux    | 3-1          | ES Wasquehal **            |

| Winnaar                 | Uitslag      | Verliezer                       |
| ----------------------- | ------------ | ------------------------------- |
| AJ Auxerre              | 1-0          | Olympique Noisy-le-Sec *        |
| FC Metz                 | 4-0          | Jeanne d'Arc Drancy **          |
| FUSC Bois-Guillaume     | 0-0 ns (5-4) | ESA Brive *                     |
| RC Lens                 | 1-0          | Le Mans UC *                    |
| FC Lorient              | 2-1          | Vannes OC *                     |
| AC Ajaccio              | 2-0          | FC Saint-Lô Manche *            |
| Saint-Genviève Sports * | 5-0          | FC Mulhouse                     |
| US Roye *               | 1-0          | US Alençon                      |
| RC Strasbourg *         | 4-0          | AS Nancy                        |
| LB Châteauroux *        | 2-0          | AS Yzeure                       |
| AS Moulins *            | 3-3 ns (5-3) | FC Istres                       |
| AS Monaco               | 6-0          | FC Rhône Vallées **             |
| JS Longuenesse **       | 0-4 ***      | SM Caen                         |
| RCO Agde                | 1-1 ns (4-3) | AS Cannes *                     |
| Amiens SC *             | 2-0          | Stade Plabonnec                 |
| ES Saint-Gratien        | 6-0          | FC Saint-Pryvé Saint-Hilaire ** |

### 1/16 finale
De wedstrijden werden tussen 27 januari en 22 februari gespeeld.
 * = thuis; ** Bois-Guillaume - Nantes in Petit Quevilly, St-Geneviève - Calais in Bondoufle.
| Winnaar               | Uitslag | Verliezer                 |
| --------------------- | ------- | ------------------------- |
| Paris Saint-Germain * | 1-0     | AJ Auxerre                |
| Olympique Marseille * | 2-0     | FC Metz                   |
| FC Nantes             | 2-0     | FUSC Bois-Guillaume **    |
| Stade Rennes *        | 1-0     | RC Lens                   |
| Lille OSC             | 1-0     | FC Lorient *              |
| Olympique Lyon        | 2-1 nv  | AC Ajaccio *              |
| Calais RUFC           | 1-0     | Saint-Geneviève Sports ** |
| Montpellier HSC *     | 6-1     | US Roye                   |

| Winnaar              | Uitslag      | Verliezer        |
| -------------------- | ------------ | ---------------- |
| AS Lyon-Duchère *    | 0-0 ns (5-4) | RC Strasbourg    |
| FC Sochaux           | 2-1 nv       | LB Châteauroux * |
| Dijon FCO *          | 1-0          | AS Moulins       |
| SR Colmar *          | 1-0 nv       | AS Monaco        |
| AS Vitré *           | 3-1          | JS Longuenesse   |
| SC Bastia *          | 2-0 nv       | RCO Agde         |
| Stade Brest *        | 2-0          | Amiens SC        |
| Girondins Bordeaux * | 2-1          | ES Saint-Gratien |

### 1/8 finale
De wedstrijden werden op 14, 21 en 22 maart gespeeld.
 * = thuis; ** Colmar - Rennes in Mulhouse, Vitré - Lille in Rennes, Calais - Brest in Boulogne.
| Winnaar               | Uitslag | Verliezer         |
| --------------------- | ------- | ----------------- |
| Paris Saint-Germain   | 3-0     | AS Lyon-Duchère * |
| Olympique Marseille * | 2-0     | FC Sochaux        |
| FC Nantes *           | 3-0     | Dijon FCO         |
| Stade Rennes          | 4-1     | SR Colmar **      |

| Winnaar           | Uitslag | Verliezer          |
| ----------------- | ------- | ------------------ |
| Lille OSC         | 2-0     | AS Vitré **        |
| Olympique Lyon *  | 1-0     | SC Bastia          |
| Calais RUFC **    | 1-0 nv  | Stade Brest **     |
| Montpellier HSC * | 1-0     | Girondins Bordeaux |

### Kwartfinale
De wedstrijden werden op 11 en 12 april gespeeld.
 * = thuis; ** Calais - Nantes in Lens. 
| Winnaar               | Uitslag | Verliezer        |
| --------------------- | ------- | ---------------- |
| Paris Saint-Germain * | 2-1     | Lille OSC        |
| Olympique Marseille   | 3-0     | Olympique Lyon * |
| FC Nantes             | 1-0     | Calais RUFC **   |
| Stade Rennes *        | 5-3 nv  | Montpellier HSC  |

### Halve finale
De wedstrijden werden op 20 april gespeeld.
 * = thuis 
| Winnaar               | Uitslag | Verliezer    |
| --------------------- | ------- | ------------ |
| Paris Saint-Germain   | 2-1     | FC Nantes *  |
| Olympique Marseille * | 3-0     | Stade Rennes |

### Finale
|               |                                          |       |                       |                                                                                   |
| 29 april 2006 | Paris Saint-Germain                      | 2 – 1 | Olympique Marseille   | Stade de France, Saint-Denis Toeschouwers: 79.061 Scheidsrechter: Laurent Duhamel |
| 29 april 2006 | Bonaventure Kalou 6' Vikash Dhorasoo 49' |       | 67' Toifilou Maoulida | Stade de France, Saint-Denis Toeschouwers: 79.061 Scheidsrechter: Laurent Duhamel |